# Honoratka, Radîvîliv
Honoratka (în ucraineană Гоноратка) este un sat în comuna Boratîn din raionul Radîvîliv, regiunea Rivne, Ucraina.

## Demografie
Componența lingvistică a localității Honoratka
     Ucraineană (99,65%)
     Alte limbi (0,35%)
Conform recensământului din 2001, majoritatea populației localității Honoratka era vorbitoare de ucraineană (99,65%), existând în minoritate și vorbitori de alte limbi.